# TSI
TSI（Turbocharged Stratified Injection）は、ツインチャージャーやターボチャージャーを備えたガソリン直噴エンジンである。フォルクスワーゲンの商標。同じフォルクスワーゲン・グループのアウディではTFSIの名称で呼ばれる。

## 歴史
ディーゼルエンジンとして先行して開発・実用化されたTDIの技術が取り入れられており、2005年にゴルフ（ゴルフGT）に初めて搭載された。これは排気量1.4Lの直列4気筒DOHC16バルブ・ガソリン直噴（FSI）エンジンにスーパーチャージャー（三葉ルーツ式）とターボチャージャーが組み合わされたツインチャージャーであった。最高出力は搭載車種によりそれぞれ170馬力、160馬力、140馬力とあるが、ハードウェア的には同一で、ソフトウェア制御により最高出力、トルクの数値が設定されている。
2007年には廉価版のTSIが登場した。これは1.4Lエンジンにターボチャージャーを一基のみ採用したシングルチャージャーモデルで、ゴルフの下位グレードに搭載された。その後1.2LエンジンにもTSI（シングルチャージャーモデル）が追加され、ポロやゴルフに搭載された。
現在、TSIは1.0L、1.2L、1.4L、1.5L、1.8L、2.0L、3.0Lの排気量が存在する。

## 概要
ツインチャージャーが採用されているTSIエンジンでは、低回転域ではまずスーパーチャージャーが作動し、回転数が上がるにつれターボチャージャーも併用され、さらに回転数が上がるとスーパーチャージャーが切り離されターボチャージャーのみで過給される。スーパーチャージャーを用いることで、低回転域においてもトルクフルな動力性能を実現させている。ターボチャージャーを一基のみ採用しているTSIエンジン（シングルチャージャーモデル）では、低回転域からターボチャージャーが作動する。
かつてのツインチャージャー搭載エンジン（やターボチャージャー搭載エンジン）は、同一の排気量でいかに出力（や最高速度）を向上させられるかといった点に主眼が置かれていたのに対し、TSIでは燃費を向上させるためのダウンサイジング（小排気量化）を前提として、目標とする動力性能を達成させるための手段として過給機を用いている。
TSIは小さな排気量で一回り大きな排気量と同程度の出力およびトルクを達成しつつ、同時に低燃費を実現している。例えば1.4LツインチャージャーのTSI（DSG採用モデル）では、2.4L（NAエンジン）相当の動力性能を確保しつつ、パワーを必要としない状況（制限速度を守った平地走行）では1.6L（NAエンジン）相当の燃費（10・15モード燃費 14.0km/L）を実現している。また1.4LターボチャージャーのTSI（シングルチャージャー・DSG採用モデル）では、2.0L（NAエンジン）相当の動力性能を確保しつつ、10・15モード燃費での比較でゴルフE（1.6L 直列4気筒DOHC16バルブ・ガソリン直噴（FSI）エンジン AT採用モデル）の12.8km/Lを20％上回る15.4km/Lを実現している。なお燃費向上には、ECUプログラムの改良や、トランスミッションにDSGを採用したこと、低燃費タイヤの導入や空力デザインの進歩も少なからず影響している。
TSIは、ECUプログラムや過給機を変更する事で多彩なエンジン特性を設定する事ができるため、同一のエンジンで多種多様な出力レンジをカバーできる。そのため多種類のエンジンを新規開発する必要性がなくなり、エンジン開発コストの削減に貢献している。
ツインチャージャーを採用したTSIは、異なる複数の過給器を搭載する関係上、構造が複雑になりその制御も困難な上、重量もかさみ、コスト面において不利な面が多々ある。このため後に廉価な車種向けに、ターボチャージャーを一基のみ採用したTSI（シングルチャージャーモデル）が登場した。これはシングルチャージャーと構造がシンプルな上、制御も容易で、かつ軽重量に仕上がっており、多少のスペックダウンはあるものの燃費面ではツインチャージャーモデルのTSIを上回り、コストパフォーマンスに優れた実用エンジンとなっている。過給器については低回転域から高トルクを発生させるため、通常のターボチャージャーを採用せず、小径のロープレッシャーターボを搭載している。

## その他
エンブレムおよびカタログなどではTSIの文字の一部が赤く表記されるが、エンジンの仕様によって違いがある。
1.4LツインチャージャーのTSI（160馬力仕様および170馬力仕様）並びに2.0LターボチャージャーのTSIはTSIで、1.4LツインチャージャーのTSI（140馬力仕様）および1.4Lターボチャージャー（シングルチャージャー）のTSI（122馬力仕様）はTSIとなり、1.2Lターボチャージャー（シングルチャージャー）のTSIは赤文字が入らないTSIとなる。
エンジンの性能を十分に発揮するために、フォルクスワーゲン社はオクタン価96以上のガソリンやVW504.00規格のエンジンオイルの使用を指定または推奨している。

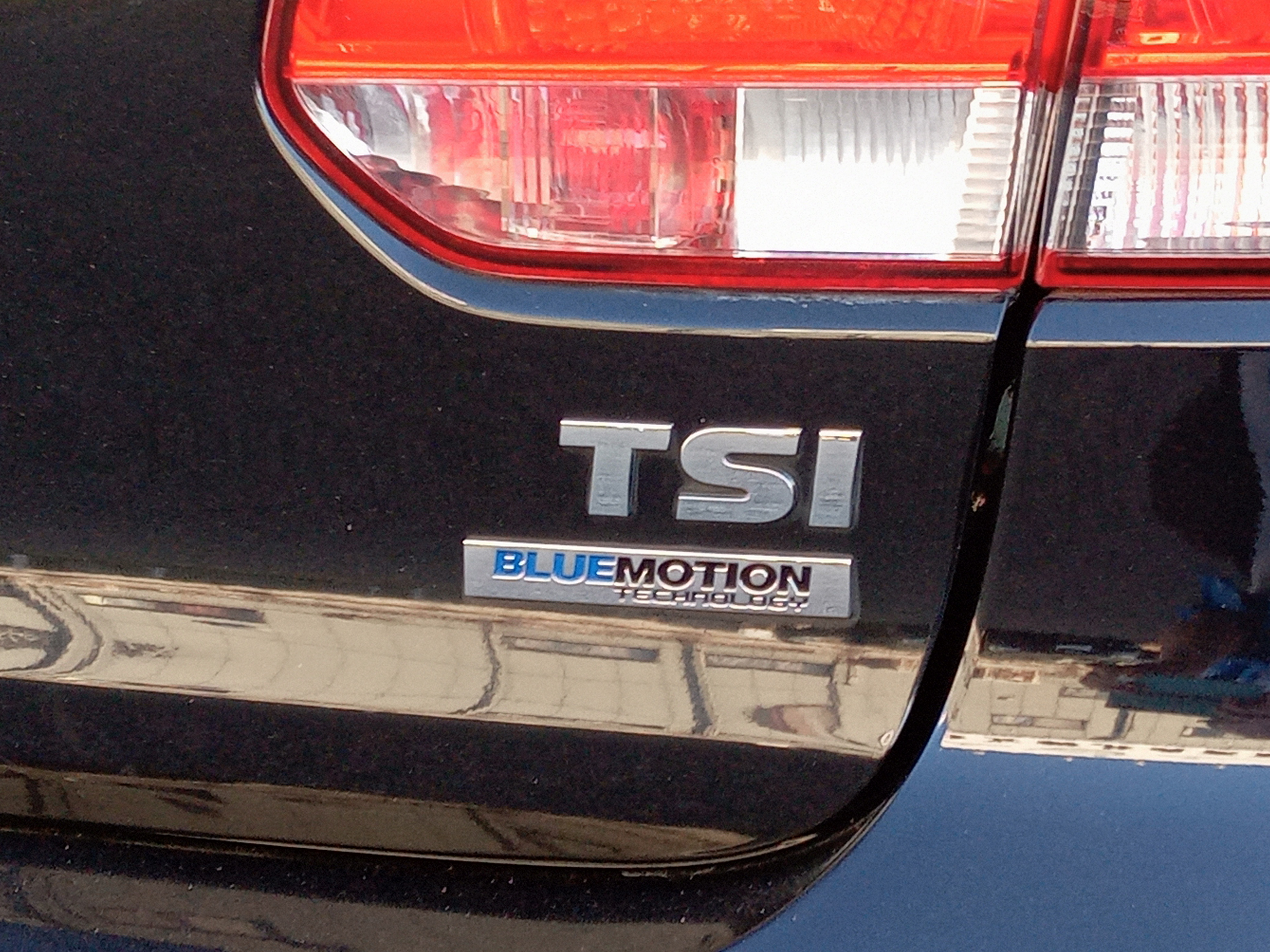
ゴルフVI・TSI Trendline BlueMotion Technologyのリアエンブレム。搭載エンジンが1.2Lのため赤文字が入らない。

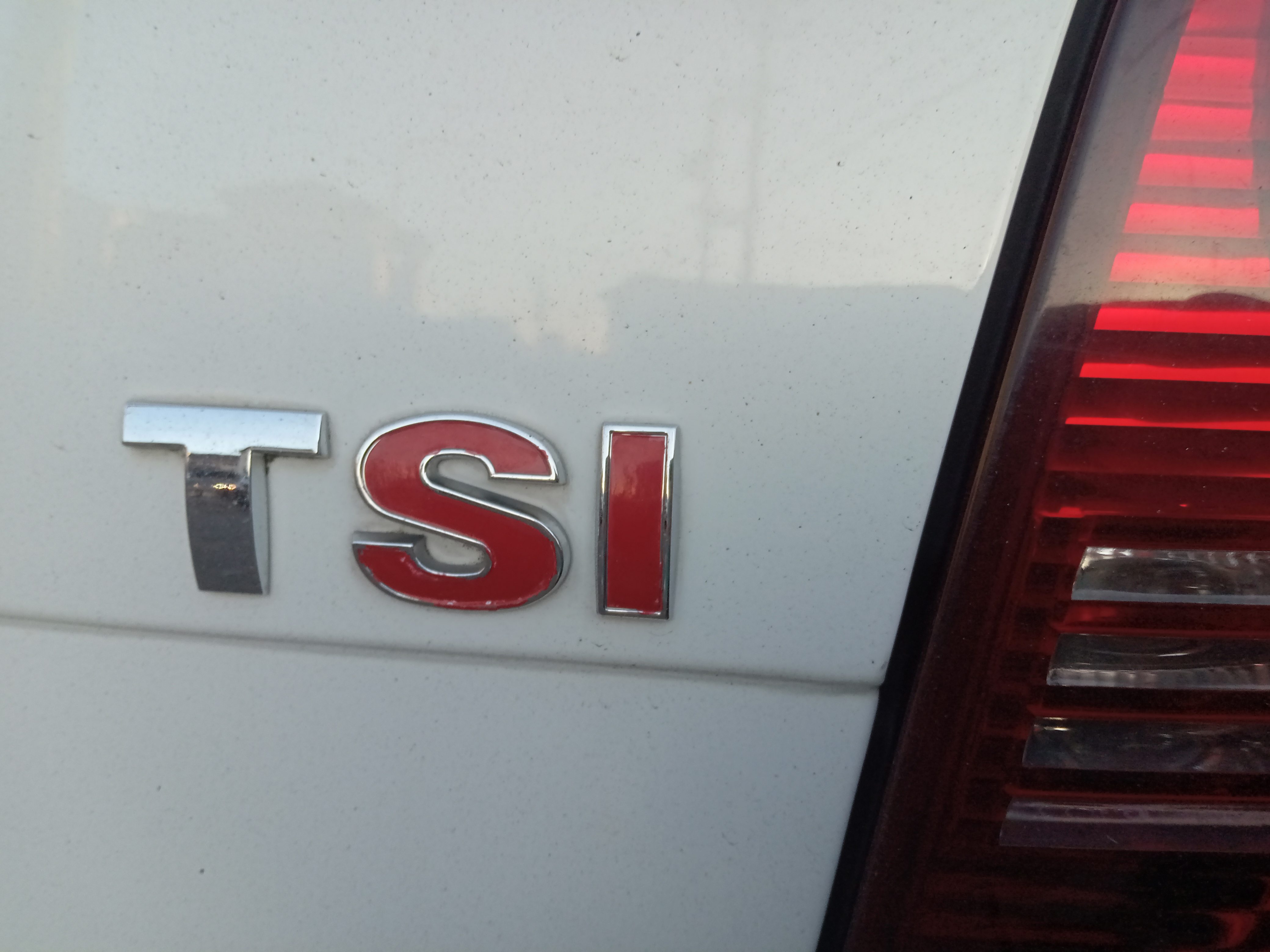
トゥーラン・TSI Highline（初代中期型）のリアエンブレム。搭載エンジンが1.4Lのツインチャージャー（170馬力）のため「SI」が赤文字になっている。